# Альмяшкин, Василий Петрович
Василий Петрович Альмяшкин (род. 25 июня 1966) — российский политик. Депутат Государственной Думы Федерального Собрания Российской Федерации II созыва.
Образование — высшее (окончил Академию народного хозяйства при Правительстве Российской Федерации).

## Биография
После окончания школы был призван в ряды ВС СССР. Военную службу проходил в войсках спецназа ПГУ КГБ СССР. Ветеран боевых действий в Афганистане. 
В 1990 году возглавил правление Татарской республиканской организации «Российского фонда инвалидов войны в Афганистане».
В 1995 году избран депутатом Государственной Думы Федерального Собрания Российской Федерации. Заместитель председателя Комитета по делам ветеранов, председатель подкомитета по социальной защите ветеранов войн и военных конфликтов на территориях других государств. Член фракции НДР.

## Награды
Награждён медалями «70 лет Вооруженных сил СССР», «От благодарного афганского народа», ведомственными наградами.